# Mount Burnett
Mount Burnett är ett berg i Antarktis. Det ligger i Östantarktis. Australien gör anspråk på området. Toppen på Mount Burnett är 997 meter över havet.
Terrängen runt Mount Burnett är huvudsakligen lite kuperad. Trakten är obefolkad. Det finns inga samhällen i närheten.